# 紛争理論
紛争理論（ふんそうりろん、英: Conflict Theories、独: Konflikttheorien）は、社会および集団の内部、または複数集団相互の対立から生じる紛争・闘争が秩序の形成を促し、新たな社会の構築に貢献するという観点から評価した社会学上の諸理論のことを指し、闘争理論とも呼ばれる。ドイツの社会学者ラルフ・ダーレンドルフが、1958年に公表した論文「ユートピアからの脱出」において示した闘争モデル（葛藤モデル）の概念によって、広く認知されることとなった。
紛争理論は、カール・マルクスの階級闘争論またはマックス・ヴェーバーの理解社会学によって基本的概念が提起されたといわれている。また紛争理論は、ゲオルク・ジンメルやフランクフルト学派、ヴィルフレド・パレート、ロベルト・ミヒェルス、チャールズ・ライト・ミルズらのエリート論など、様々な方面で社会における紛争・葛藤の問題を取り上げている理論を包含する立場ともみなされている。

## 概要
紛争理論は、タルコット・パーソンズに代表される構造機能分析に見られる均衡理論への批判的な検討が行われる中で注目されるようになってきた見解である。構造機能分析は、社会構造の安定性が最重要課題とされ、機能が構造の安定に貢献するという予定調和的な考え方にたっており、紛争は社会構造の安定を脅かすマイナス作用をもたらすものとして、主要なテーマから排除されていた。これに対して、紛争は絶えず人間社会に存在し、社会構造へ大きな影響力を及ぼす不可欠の要素であるとして、紛争のプラスの側面に注目して社会構造ならびに社会変動を捉えようとしている。

## 代表的な社会学者

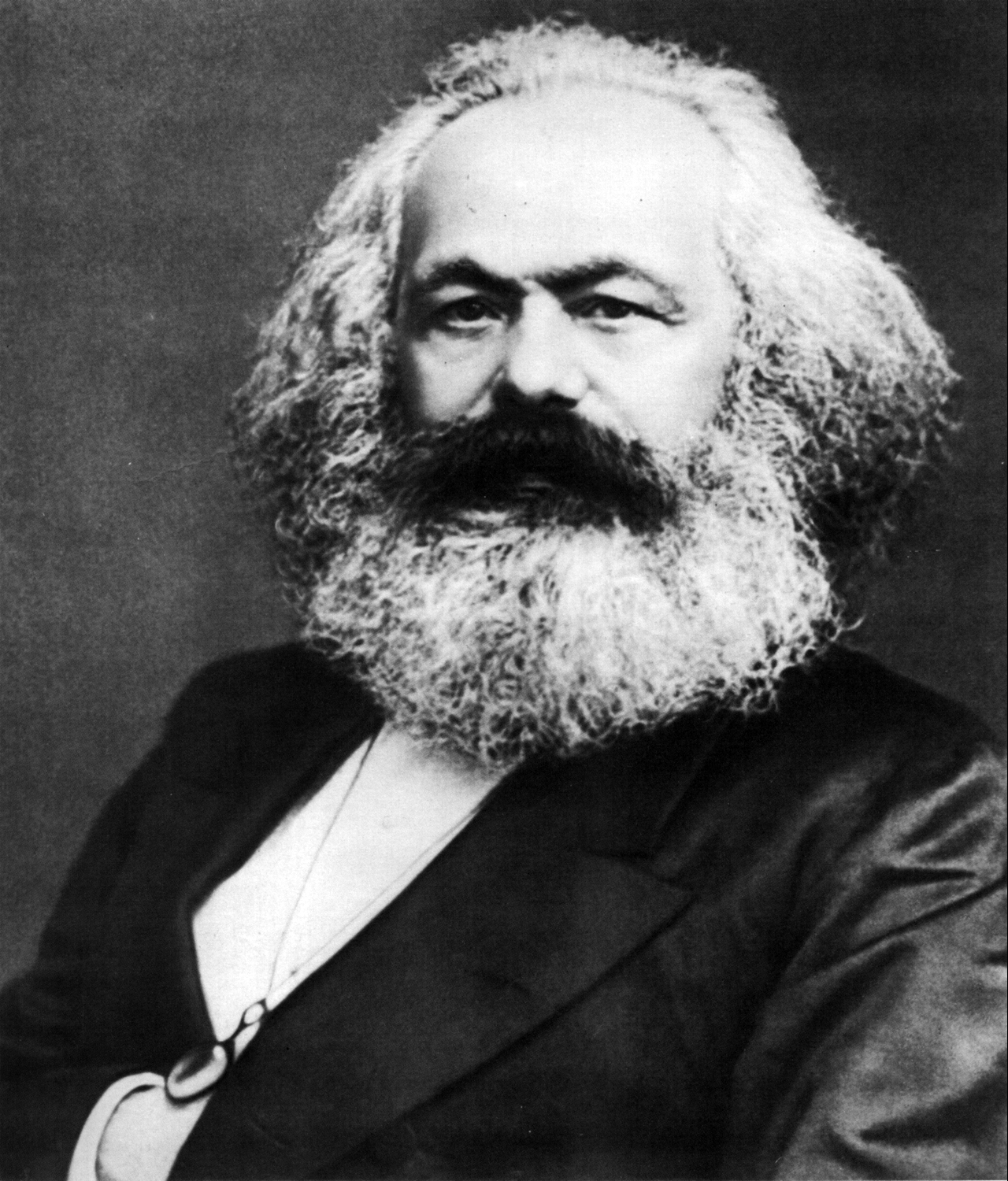
人類の歴史を階級闘争の歴史と位置づけ、紛争による社会変動の概念を提起したマルクス（1875年当時の肖像写真）

紛争理論を明確な理論上のカテゴリーとして確立させたのは、ラルフ・ダーレンドルフとルイス・コーザーである。彼らは、紛争理論を代表する理論家として、紛争・闘争が「破壊」のみをもたらすというイメージを払拭し、新たな社会システムを形成していく原動力であるとして、その創造的意義を積極的に評価する姿勢を示している。

### ラルフ・ダーレンドルフ
ダーレンドルフは、マルクスの階級闘争論を元に紛争・闘争と社会との相互関係を分析した代表的な理論家の一人である。彼は権力を社会構造を規定する基本的要素として捉え、社会においては「権力を持つ集団」（以下、権力側）と「権力を持たない集団」（以下、非権力側）との間の利害対立によって絶えず権力闘争が引き起こされる状態にあるという認識に立っている。

#### ダーレンドルフの権力概念
ダーレンドルフによれば、権力の存在は権力側と非権力側との不可避の闘争を生み出し、双方の間の歩み寄りを実質的には不可能とする「不和の絶えることなき源泉」である。そして、社会規範は社会の成員間の合意によってもたらされるものではなく、自らの利益を保持しようとする権力側から提起され、維持されるものであり、権力側の意向に反する者に対しては法・刑罰に基づく警察・軍隊等の制裁手段の行使によって抑制することを常としている。

#### 紛争と構造・変動の概念
ダーレンドルフは上記のような権力概念を基礎として、それぞれの異なる集団（例えば、企業対労働者、国家対企業、国家対国民など）の間の力学的関係を説明しているが、それは単なる権力側からの力による強制を意味するだけではない。彼は非権力側は権力側との対立・紛争を通じて権力への影響力を及ぼすことができるという点を示唆している。実際に基本的人権の保障・社会福祉の導入等の事実を見ても、すべてが服従を強制しようという権力側の意向に基づいて社会制度が形成されているわけではないことがわかる。つまり、これらの事実は非権力側の人々が勢力を集中し、権力側へ対抗することにより、権力側の意向に修正を加えることができたということを示している。したがって、異なる勢力間の紛争・闘争は新たな社会秩序を形成するきっかけであり、さらには社会秩序を強化するという意味からも重要な意義を持っているということなのである。

### ルイス・コーザー
コーザーは、ロバート・キング・マートンによる機能主義の分析手法とゲオルク・ジンメルが著書『社会学』に示した紛争論の視点を取り入れた闘争モデルを提起したアメリカの社会学者である。紛争・闘争が社会・集団における結合度を高める機能としての役割を果たすと指摘したことにより、彼は紛争理論における機能主義者としての評価を受けた。

#### 対外的敵対関係と集団の凝集
コーザーは、敵対する集団（否定的準拠集団）の存在はその社会集団の成員の集団に対する帰属意識を強化し、周囲の社会集団との区別をより鮮明にすることを指摘した。つまり、ある集団の成員が共通の対立勢力の登場によって生まれた敵対的感情によって一つに結束し、他の諸々の集団とは異なる特質をより明確にしていくということである。このことは、それまで社会に散らばっていた様々な人を、共通する敵意によって結集し、新たな社会集団を形成する重要な動機ともなることを意味している。
さらに、他集団との闘争は集団の凝集性を高めることも指摘している。例えば第一次世界大戦や第二次世界大戦のように、自国の脅威となる敵国の存在が国家のアイデンティティーを強化し、国家に対する国民の貢献を促進する作用を及ぼす場合などが該当する。しかし、この他集団との闘争は逆に集団の凝集性を弱め、内部分裂による集団崩壊の危機をもたらす場合もある。特に、闘争が起こる以前に致命的ともいえる内部紛争がある場合、敵対的集団に対して圧倒的不利な状況にある場合には、かえって集団の崩壊を促進させてしまうことがある。

#### 対内的紛争と集団の安定性
対外的な敵対関係が集団内部の結束を強める一方で、内部紛争も集団の凝集性・安定性を促進させる効果を及ぼすとコーザーは指摘している。意外なことに、結束力の弱い集団においても内部紛争が集団の維持を可能とする「安全弁」の役割を果たすと主張している。それは、下記に示す理由によっている。
- 内部紛争によって生じた敵対的な参加者（集団へ不満を持つ者）が、集団から脱退することによって集団は解体を免れる（その代わり、敵対的な参加者が別の敵対的集団を形成することになる）。
- ある程度の内部的対立は、集団の成員に満足・気晴らし・救いを提供するものであり、個々の不満を解消し、より大きな不満の蓄積を回避するものである。

人間社会において、あらゆる関係に対立は付き物である。その対立を蓄積することなく放出すれば致命的な紛争に発展することなく、集団の統一性を維持・強化できるというのがコーザーの理論の骨子である。
だが、それも対立・紛争を許容する開かれた社会・集団であれば可能だが、敵対的な意思の表明をほとんど認めることがない硬直した社会・集団においては、対立・紛争は「安全弁」の役割を果たさず致命的な打撃をあたえる暴力的な闘争へと発展することも示唆している。さらに、成員同士の相互依存関係が致命的な紛争の勃発を抑止するが、そのような関係性が希薄な場合は、対立・紛争はより激しいものへと発展していくことになる。つまり、集団の凝集性・安定性は、成員間の相互依存の程度によっても大きく左右されるということを示しているのである。

### 基本書
- ダーレンドルフ（加藤秀治郎、檜山雅人訳）『現代の社会紛争』（世界思想社）、Ralf Dahrendorf "Der Moderne Soziale Konflikt"（1992）　ISBN 4790708519
- ダーレンドルフ（加藤秀治郎、檜山雅人訳）『政治・社会論集 ― 重要論文選・増補版』（晃洋書房）　ISBN 4771017824
- コーザー（新睦人訳）『社会闘争の機能』（新曜社）、Lewis Coser "The Functions of Social Conflict"（1956）
- コリンズ（新堀通也訳）『資格社会―教育と階層の歴史社会学』、Randall Collins "Credential Society― A Historical Sociology of Education and Stratification"(1979)

### 解説書
- ルーサ・A・ウォーレス、アリソン・ウルフ（濱屋正男、寺田篤弘、藤原孝、八幡康貞共訳）『現代社会学理論』（新泉社）、Ruth A. Wallace and Alison Wolf: Contemporary Sociological Theory(Copyright 1980 by Prentice Hall Inc.)　ISBN 4787785036

第3章に「紛争理論」の由来から、ダーレンドルフ、コーザー、コリンズに至る主要な紛争理論家たちの詳細な解説と評論が掲載されている。
- 作田啓一、井上俊編『命題コレクション　社会学』（筑摩書房）　ISBN 4480852921

ルイス・コーザーの闘争理論が、ジンメルの「抗争」理論との関連で説明されている。
- 日本社会学会編集委員会編『現代社会学入門（第2版）』（有斐閣）　ISBN 4641097054

ダーレンドルフがマックス・ヴェーバーの官僚制論に依拠して理論を展開している点が指摘されている。

## 関連書籍
- マックス・ヴェーバー（世良晃志郎訳）『支配の社会学1・2』（創文社）　ISBN 4423894017、ISBN 4423894025
- カール・ハインリヒ・マルクス、フリードリヒ・エンゲルス（向坂逸郎訳）『資本論1～9』（岩波文庫・岩波書店）
- カール・ハインリヒ・マルクス（城塚登、田中吉六訳）『経済学・哲学草稿』（岩波文庫・岩波書店）　ISBN 4003412427
- ゲオルク・ジンメル（居安正訳）『社会学―社会化の諸形式についての研究　上・下』（白水社）　ISBN 4560019762、ISBN 4560019770
- チャールズ・ライト・ミルズ（鵜飼信成、綿貫譲治訳）『パワー・エリート上・下』（UP選書・東京大学出版会）　ISBN 4130050281、ISBN 413005029X
- テオドール・アドルノ（田中義久、矢沢修次郎訳）『権威主義的パーソナリティ』（青木書店）　ISBN 4250800393
- ヴィルフレド・パレート（北川隆吉、板倉達文、広田明訳）『社会学大綱』（現代社会学体系・青木書店）　ISBN 4250870448
- ロベルト・ミヘルス（森博、樋口晟子訳）『現代民主主義における政党の社会学』（木鐸社）　ISBN 4833200058
- ロバート・キング・マートン（森東吾、金沢実、森好夫、中島竜太郎共訳）『社会構造と社会理論』（みすず書房）　ISBN 4622017059

### 関連する理論・学者等
- 官僚制論：マックス・ヴェーバー
- 階級闘争論：カール・マルクス、史的唯物論、ルカーチ・ジェルジ
- フランクフルト学派：マックス・ホルクハイマー、テオドール・アドルノ、エーリヒ・フロム、ヘルベルト・マルクーゼ、ユルゲン・ハーバーマス、批判理論
- ゲオルク・ジンメル、形式社会学
- エリート論：ガエターノ・モスカ、ヴィルフレド・パレート、エリートの周流、ロベルト・ミヒェルス、寡頭制の鉄則、チャールズ・ライト・ミルズ、パワー・エリート
- シカゴ学派 (社会学)：ロバート・E・パーク
- ソースティン・ヴェブレン、ヨーゼフ・シュンペーター
- 機能主義：ロバート・キング・マートン、タルコット・パーソンズ、構造機能主義

### 関連事項
- 権力
- 対立、紛争、戦争
- 集団行動、党派闘争
- 労働争議